# Tesla Cybertruck
Le Cybertruck est un véhicule utilitaire tout terrain à benne ouverte (pick-up) électrique, dont la production par le constructeur automobile américain Tesla a débuté le 15 juillet 2023. La date de sortie officielle est annoncée par Elon Musk en octobre 2023 pour le 30 novembre.
Après quatorze mois de commercialisation, avec 40 000 véhicules vendus annuellement, le Cybertruck est qualifié d'« indiscutable échec commercial », et ses prix doivent être baissés. En mars 2025, Tesla rappelle plus de 46 000 Cybertruck dont des panneaux de carrosserie peuvent se détacher en raison d’une défaillance de la colle utilisée.

## Présentation

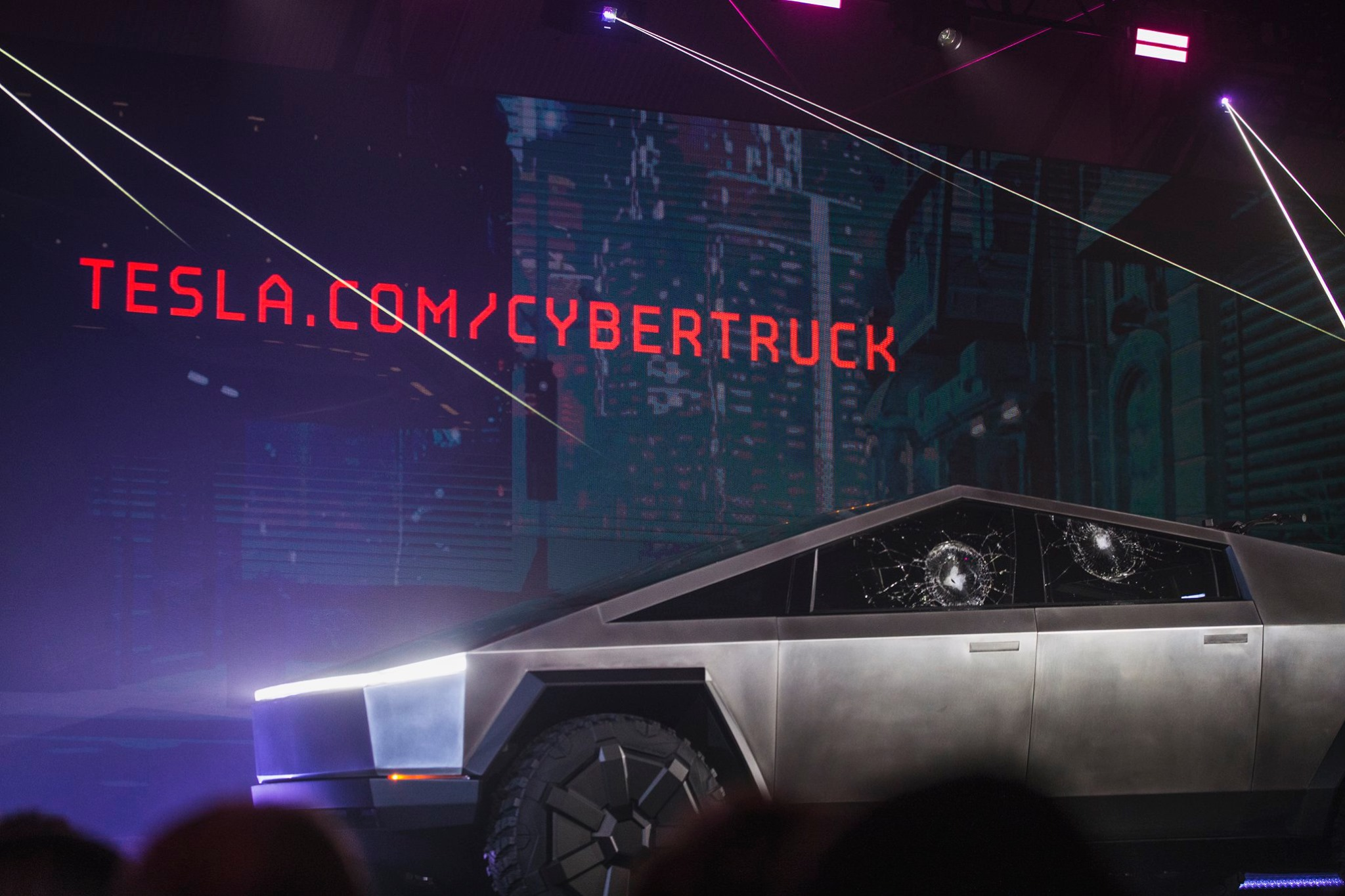
Tesla Cybertruck avec des vitres brisées à la suite de la démonstration ratée d'Elon Musk, qui ont été remplacées par la suite avant les essais.

Le « Cybertruck » est présenté le 21 novembre 2019 à Los Angeles, sur le site de production de SpaceX. À la différence des dernières productions de la marque (les modèles S, 3, X, et Y), le pick-up porte un nom.
Sa ligne est surprenante et totalement opposée aux autres créations de la marque qui ont des lignes épurées. Il est plus question d'arêtes vives et de formes géométriques de base avec des surfaces plates et lisses. Le Cybertruck propose un design proche des concept cars des années 1970.
Le tableau de bord est minimaliste, comme la Model 3, avec une grande tablette tactile en format paysage en son centre.
Le volant est quant à lui très similaire à celui du Roadster 2020, de la Model S et du Model X.
Le véhicule est présenté comme très résistant voire « invulnérable », y compris les vitres qualifiées de « pare-balles » même si l'une d'elle manque de se briser lors d'une démonstration par Elon Musk.

## Caractéristiques techniques

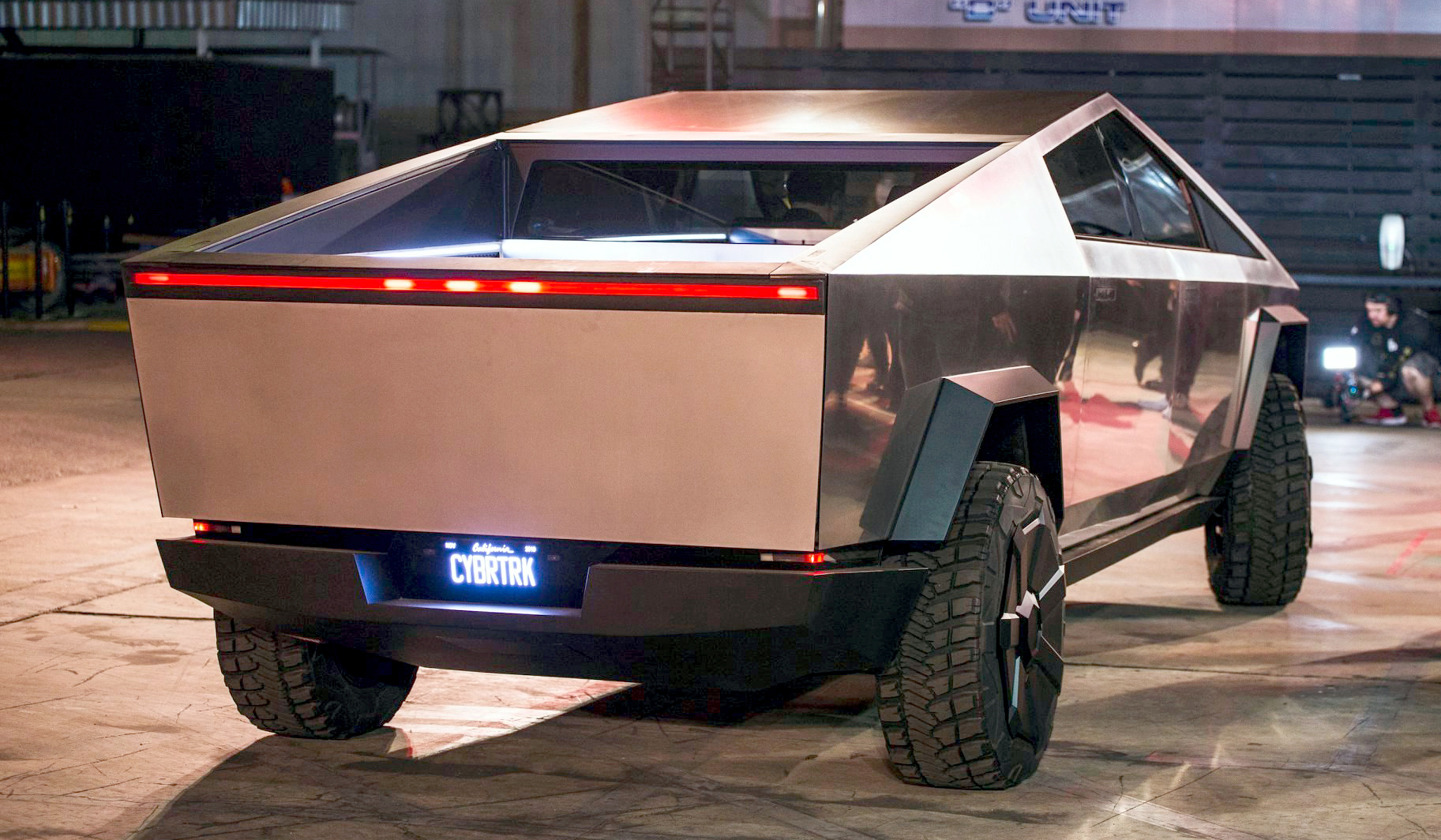
Un Cybertruck en 2019.

Le Cybertruck est présenté le 21 novembre 2019 à Los Angeles, sur le site de production de SpaceX par Elon Musk : design futuriste, hauteur de 1,90 m, longueur de 5,88 m et largeur de 2,03 m, habitacle six places, benne longue de 1,98 m pouvant loger jusqu’à 1 590 kg de charge, carrosserie en acier inoxydable laminé à froid très résistant aux chocs, capacité de tracter jusqu’à 6 350 kg sur sa version la plus puissante à trois moteurs. Le plus petit modèle de la gamme aura 402 km d’autonomie et une capacité de traction de 3 400 kg avec deux roues motrices arrière, contre quatre roues motrices pour les deux autres variantes. L'intermédiaire avec deux moteurs aura 483 km d'autonomie et 4 500 kg de tractage, et la version haut de gamme trimoteurs 805 km d’autonomie. La disponibilité est promise « fin 2021 », la version à trois moteurs étant prévue pour fin 2022.
L'intérieur offre six sièges avec un espace de rangement supplémentaire sous les sièges de la deuxième rangée. Il est aussi équipé, comme tous les autres modèles de Tesla, d'un écran tactile avancé de 17 pouces (43 cm) avec une nouvelle interface utilisateur personnalisable.
| Modèle           | Autonomie (EPA est.) | 0-97 km/h | Vitesse maximale | Charge utile | Capacité de remorquage | Prix (USD) |
| ---------------- | -------------------- | --------- | ---------------- | ------------ | ---------------------- | ---------- |
| Single Motor RWD | ≥ 400 km             | < 6,5 s   | 175 km/h         | 1 600 kg     | ≥ 3 400 kg             | 39 900 $   |
| Dual Motor AWD   | ≥ 480 km             | < 4,5 s   | 195 km/h         | 1 600 kg     | ≥ 4 550 kg             | 49 900 $   |
| Tri Motor AWD    | ≥ 800 km             | < 2,7 s   | 210 km/h         | 1 600 kg     | ≥ 6 350 kg             | 69 900 $   |

### Motorisations
Le Cybertruck peut être équipé d'un moteur électrique placé sur l'essieu arrière (propulsion) et bénéficie d'une autonomie d'environ 400 km. En milieu de gamme, le pick-up est entraîné par deux moteurs électriques (Dual Motor) placés sur chaque essieu le dotant de quatre roues motrices et d'une autonomie de 480 km. Le haut de gamme, à trois moteurs (Tri Motor), promet 800 km d'autonomie,.

## Réception
Depuis son lancement officiel, de nombreuses défaillances diverses, pannes, défauts de fabrication ont été relevés. En quatorze mois de commercialisation, Cybertruck a fait l'objet de sept rappels pour des pannes diverses, concernant en particulier « ses essuie-glaces, sa caméra de recul ou l’indicateur de pression des pneumatiques ». Le véhicule du constructeur automobile américain est souvent le sujet de railleries, voire d'attaques de la part d'activistes. À partir de juillet 2024, une blague se répand sur les réseaux sociaux où le Cybertruck est comparé à un Citroën C15,,.
En mars 2025, c'est la totalité des véhicules qui sont rappelés pour une modification visant à empêcher que des panneaux de la carrosserie tombent en raison d'une défaillance de la colle utilisée. La sécurité du cybertruck est mise à mal par le risque de chute de ces pièces métalliques. Elon Musk annonce que la réparation sera gratuite pour les 46 000 véhicules. Un colombage est ajouté par rivetage et soudure sur le côté interne des panneaux et sur la structure,,.
Les critiques culturels américains ont souligné que le marketing dystopique post-apocalyptique du camion reflétait le déclin de la société.

### Ventes
Après quatorze mois de commercialisation, les chiffres de ventes étaient inférieurs à 40 000 véhicules annuels, alors qu'Elon Musk prévoyait entre 250 000 et 500 000 unités annuel et avait avancé 1 million de réservations. La presse qualifie alors le Cybertruck d'« échec commercial »,,. Selon Le Monde, cet échec n'est pas sans rapport avec la personnalité controversée d'Elon Musk, en particulier dans les États de tradition démocrate.
En juin 2025 le Cybertruck, qui ne répond pas aux normes européennes, reste absent de ce marché.
Son prix est de plus de 80 000 dollars[Où ?][Quand ?], des promotions de 1 600 à 2 630 dollars sont appliquées.
Craignant une utilisation criminelle du véhicule, notamment à des fins de terrorisme ou de guerre, l'armée américaine annonce utiliser la voiture comme cible pour certaines de ses armes tels des missiles, des bombes planantes, etc.

## Attentat
Le 1er janvier 2025 un Tesla Cybertruck contenant dans sa benne un engin explosif improvisé constitué de barils de carburant et de feux d’artifice explose intentionnellement devant l'entrée de l'hôtel Trump Las Vegas. Une personne présumée être l’auteur de l’attaque est morte à l'intérieur du véhicule et sept autres sont blessées à proximité de celui-ci. La police étudie un éventuel lien entre cette explosion d'un Cybertruck et l'attentat de La Nouvelle-Orléans qui s'est produit le même jour mais penche pour un acte isolé,.